# Yuu Watase
Yuu Watase (渡瀬 悠宇, Watase Yuu, Osaka, 5 maart 1970) is een Japans shojo mangaka. In 1997 won ze de Shogakukan Manga-prijs in de shojo categorie voor Ayashi no Ceres. Yuu Watase is een pseudoniem. Ze koos voor de naam "Yuu" omdat ze dit mooi vond klinken.
Watase maakte haar debuut op 19-jarige leeftijd met het kortverhaal Pajama de Ojama. Sindsdien tekende ze meer dan 80 volumes aan kortverhalen en langlopende reeksen. In oktober 2008 begon ze aan haar eerste shonen reeks: Arata Kangatari. Deze reeks werd uitgegeven in Weekly Shonen Sunday.

## Vroege carrière
Watase was reeds op vroege leeftijd geïnteresseerd in het tekenen van manga. Na het middelbaar volgde ze manga tekenles aan een private kunstschool. Ze maakte deze opleiding echter niet af omdat ze reeds haar debuut had gemaakt met haar eerste kortverhaal Pajama de Ojama.
Watase werkt graag met traditionele tekenmethodes. Hoewel ze niet van moderne media houdt, combineert ze gekleurde inkt en stiften met digitale programma's als Photoshop om haar traditionele werk bij te werken.

## Oeuvre

### Watase Yuu Flower Comics
- Fushigi Yûgi The Mysterious Play – 18 volumes
- Fushigi Yûgi Genbu Kaiden – 12 volumes
- Fushigi Yûgi Byakko Ibun – (one-shot)
- Fushigi Yûgi Byakko Senki – vanaf april 2018.[5]
- Shishunki Miman Okotowari – 3 volumes
- Zoku Shishunki Miman Okotowari – 3 volumes
- Shishunki Miman Okotowari Kanketsu Hen – 1 volume
- Epotoransu! Mai – 2 volumes
- Ayashi no Ceres (Ceres, Celestial Legend) – 14 volumes
- Appare Jipangu! – 3 volumes
- Imadoki! – 5 volumes
- Alice 19th – 7 volumes (naar het Nederlands vertaald door Glénat Benelux)
- Zettai Kareshi (Absolute Boyfriend) – 6 volumes
- Sakura Gari – 3 volumes

### Shonen Sunday Comics
- Arata Kangatari (Arata: The Legend) – 24 volumes

### Watase Yuu Masterpiece Collection
1. Gomen Asobase!
2. Magical
3. Otenami Haiken!
4. Suna no Tiara
5. Mint de Kiss Me

### YuuTopia Collection
1. Oishii Study
2. Musubiya Nanako

### Yuu Watase Best Selection
1. Sunde ni Touch
2. Perfect Lovers

### Watase Yuu Flower Comics Deluxe, Kanzenban, Shogakukan Bunko

#### Bunko Ban
- Fushigi Yūgi Bunko – 10 volumes
- Ayashi no Ceres (Ceres, Celestial Legend) Bunko – 7 volumes
- Alice 19th Bunko – 4 volumes
- Zettai Kareshi Bunko – 3 volumes
- Imadoki! Bunko – 3 volumes
- Shishunki Miman Okotowari Bunko – 3 volumes

#### Kanzenban
- Fushigi Yūgi Kanzenban – 9 volumes

#### Flower Comics Deluxe
1. Shishunki Miman Okotowari
2. Shishunki Miman Okotowari/Zoku Shishunki Miman Okotowari
3. Zoku Shishunki Miman Okotowari
4. Pajama de Ojama
5. Mint de Kiss Me
6. Epotoransu! Mai

### Kunstenaarsboeken
- Watase Yuu Illustration Collection Fushigi Yūgi
- Watase Yuu Illustration Collection – Part 2 Fushigi Yūgi Animation World
- "Ayashi no Ceres" Illustration Collection Tsumugi Uta ~Amatsu Sora Naru Hito o Kofutote~
- Yuu Watase Post Card Book I
- Yuu Watase Post Card Book II

### Romans
- Shishunki Miman Okotowari – 4 volumes
- Fushigi Yūgi – 18 volumes
- Ayashi no Ceres – 6 volumes
- Fushigi Yugi: Genbu Kaiden – 1 volume
- Absolute Boyfriend – 6 volumes
- Masei Kishin Den (illustraties)
- Yada ze! (illustraties)
- Piratica (illustraties)